# Vaïssac
Vaïssac est une commune française située dans l'est du département de Tarn-et-Garonne, en région Occitanie. Sur le plan historique et culturel, la commune est dans le Pays Montalbanais, correspondant à la partie méridionale du Quercy.
Exposée à un climat océanique altéré, elle est drainée par le ruisseau de la Brive, le ruisseau de la Tauge, le ruisseau de Longues Aygues, le ruisseau du Gouyré, le ruisseau de Cabertat, le ruisseau de la Vayssède et par divers autres petits cours d'eau. La commune possède un patrimoine naturel remarquable :  un espace protégé (« le Gouyre ») et deux zones naturelles d'intérêt écologique, faunistique et floristique.
Vaïssac est une commune rurale qui compte 952 habitants en 2022.  Elle fait partie de l'aire d'attraction de Montauban. Ses habitants sont appelés les Vaïssacais ou  Vaïssacaises.

## Géographie

### Localisation
C'est une commune située dans les coteaux du Quercy, en pays Midi-Quercy.

### Communes limitrophes
Les communes limitrophes sont  Bruniquel, Génébrières, Monclar-de-Quercy, Nègrepelisse, Puygaillard-de-Quercy et Saint-Étienne-de-Tulmont.
|                          | Nègrepelisse      | Bruniquel (par un quadripoint) |
| Saint-Étienne-de-Tulmont | Vaïssac           | Puygaillard-de-Quercy          |
| Génébrières              | Monclar-de-Quercy |                                |

### Hameaux et lieux-dits
Elle compte plusieurs hameaux : la Boissière, Revel, le Breil Haut et les Teularios.

### Hydrographie

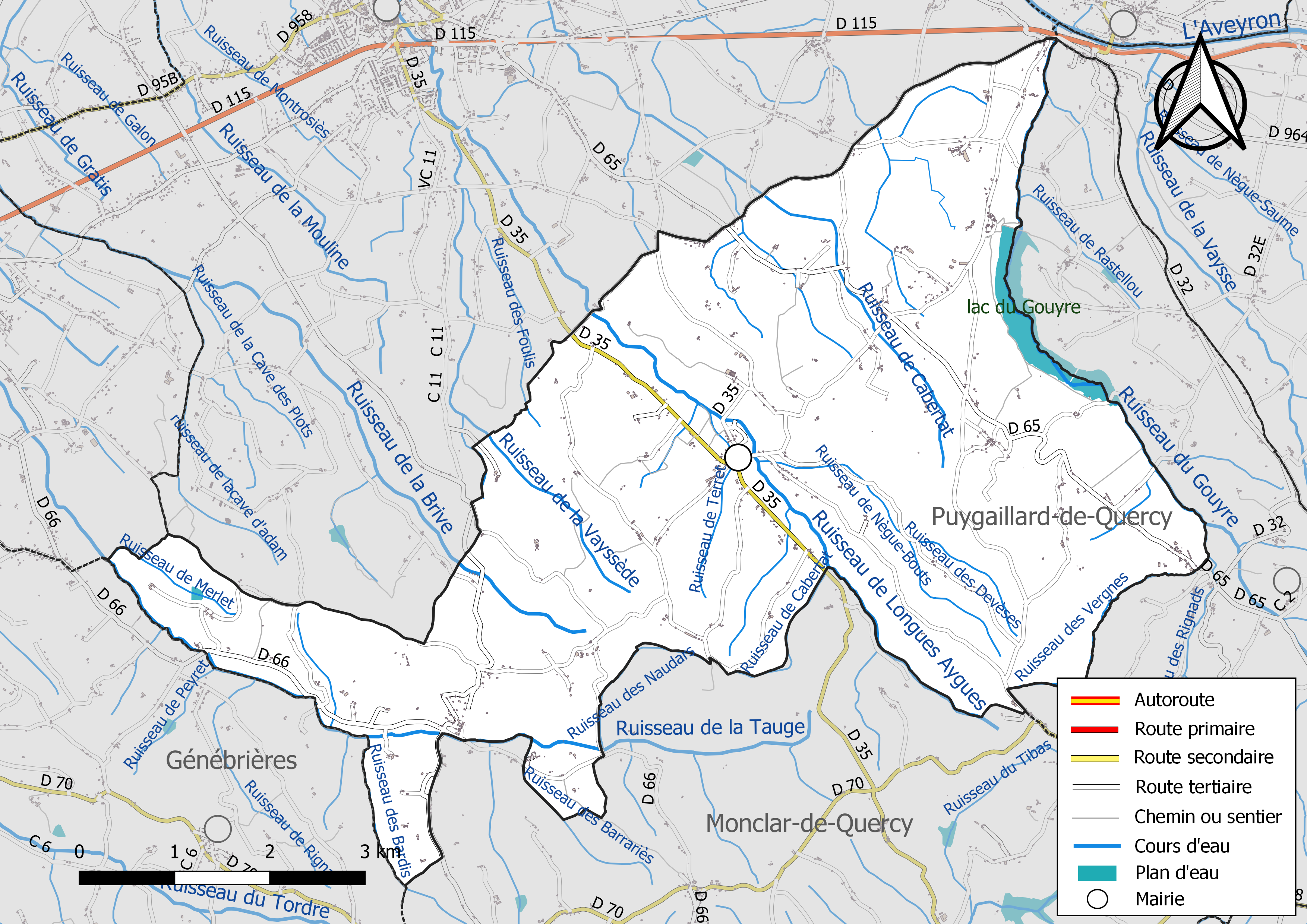
Réseaux hydrographique et routier de Vaïssac.

La commune est dans le bassin versant de la Garonne, au sein du bassin hydrographique Adour-Garonne. Elle est drainée par le ruisseau de la Brive, le ruisseau de la Tauge, le ruisseau de Longues Aygues, le ruisseau du Gouyré, le ruisseau de Cabertat, le ruisseau de la Vayssède, le ruisseau de Cabertat, le ruisseau de la Cave de Rabassac, le ruisseau de Merlet, le ruisseau de Nègue-Bouts, le ruisseau de Rignac, le ruisseau des Bardis, le ruisseau des Barrariès, le ruisseau des Devèses, et par divers petits cours d'eau, constituant un réseau hydrographique de 45 km de longueur totale,.
Le ruisseau de la Brive, d'une longueur totale de 13,2 km, prend sa source dans la commune et s'écoule du sud-est vers le nord-ouest. Il traverse la commune et se jette dans l'Aveyron à Albias, après avoir traversé 4 communes.
Le ruisseau de la Tauge, d'une longueur totale de 19,5 km, prend sa source dans la commune de Monclar-de-Quercy et s'écoule du sud-est vers le nord-ouest. Il traverse la commune et se jette dans l'Aveyron à Lamothe-Capdeville, après avoir traversé 7 communes.
Le ruisseau de Longues Aygues, d'une longueur totale de 11,4 km, prend sa source dans la commune de Monclar-de-Quercy et s'écoule du sud-est vers le nord-ouest. Il traverse la commune et se jette dans l'Aveyron à Nègrepelisse, après avoir traversé 3 communes.
Le ruisseau du Gouyré, d'une longueur totale de 10,9 km, prend sa source dans la commune de Puygaillard-de-Quercy et s'écoule du sud-est vers le nord-ouest. Il traverse la commune et se jette dans l'Aveyron à Nègrepelisse, après avoir traversé 4 communes.

### Climat
Pour des articles plus généraux, voir Climat de l'Occitanie et Climat de Tarn-et-Garonne.
En 2010, le climat de la commune est de type climat du Bassin du Sud-Ouest, selon une étude du Centre national de la recherche scientifique s'appuyant sur une série de données couvrant la période 1971-2000. En 2020, Météo-France publie une typologie des climats de la France métropolitaine dans laquelle la commune est exposée à un climat océanique altéré et est dans la région climatique Aquitaine, Gascogne, caractérisée par une pluviométrie abondante au printemps, modérée en automne, un faible ensoleillement au printemps, un été chaud (19,5 °C), des vents faibles, des brouillards fréquents en automne et en hiver et des orages fréquents en été (15 à 20 jours).
Pour la période 1971-2000, la température annuelle moyenne est de 13 °C, avec une amplitude thermique annuelle de 16 °C. Le cumul annuel moyen de précipitations est de 760 mm, avec 10,3 jours de précipitations en janvier et 5,6 jours en juillet. Pour la période 1991-2020, la température moyenne annuelle observée sur la station météorologique de Météo-France la plus proche, « Bioule », sur la commune de Bioule à 7 km à vol d'oiseau, est de 13,9 °C et le cumul annuel moyen de précipitations est de 737,9 mm. 
La température maximale relevée sur cette station est de 41,9 °C, atteinte le 26 août 2010 ; la température minimale est de −15,1 °C, atteinte le 6 février 2012,,.
Les paramètres climatiques de la commune ont été estimés pour le milieu du siècle (2041-2070) selon différents scénarios d'émission de gaz à effet de serre à partir des nouvelles projections climatiques de référence DRIAS-2020. Ils sont consultables sur un site dédié publié par Météo-France en novembre 2022.

### Milieux naturels et biodiversité

#### Espaces protégés
La protection réglementaire est le mode d’intervention le plus fort pour préserver des espaces naturels remarquables et leur biodiversité associée,.
Un  espace protégé est présent sur la commune : 
« le Gouyre », objet d'un arrêté de protection de biotope, d'une superficie de 211 ha.

#### Zones naturelles d'intérêt écologique, faunistique et floristique
L’inventaire des zones naturelles d'intérêt écologique, faunistique et floristique (ZNIEFF) a pour objectif de réaliser une couverture des zones les plus intéressantes sur le plan écologique, essentiellement dans la perspective d’améliorer la connaissance du patrimoine naturel national et de fournir aux différents décideurs un outil d’aide à la prise en compte de l’environnement dans l’aménagement du territoire.
Une ZNIEFF de type 1 est recensée sur la commune :
la « vallée du lac du Gouyre » (336 ha), couvrant 4 communes du département et une ZNIEFF de type 2, : 
la « vallée de l' Aveyron » (14 644 ha), couvrant 68 communes dont 41 dans l'Aveyron, cinq dans le Tarn et 22 dans le Tarn-et-Garonne.

Carte des ZNIEFF de type 1 et 2 à Vaïssac.
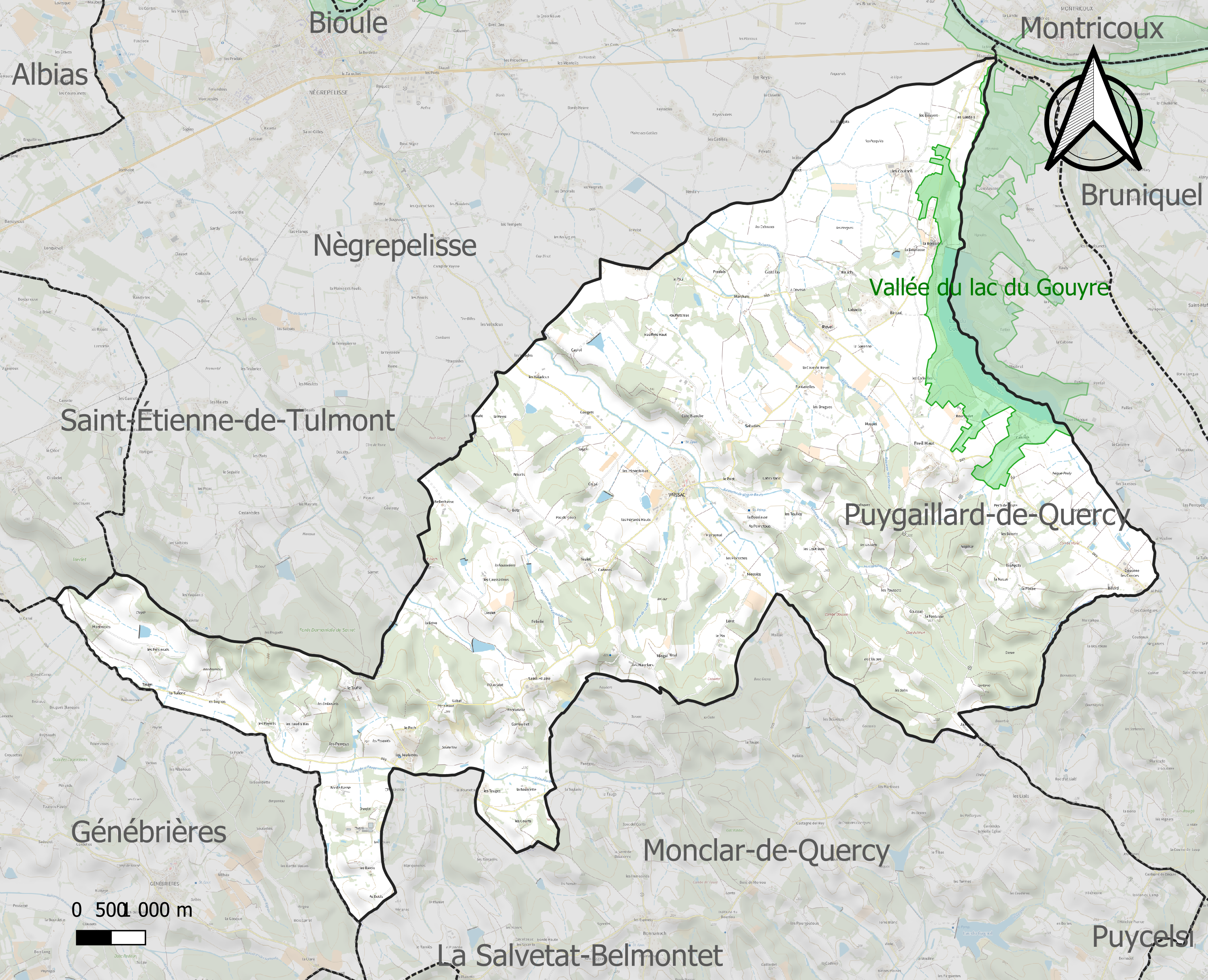
Carte de la ZNIEFF de type 1 sur la commune.
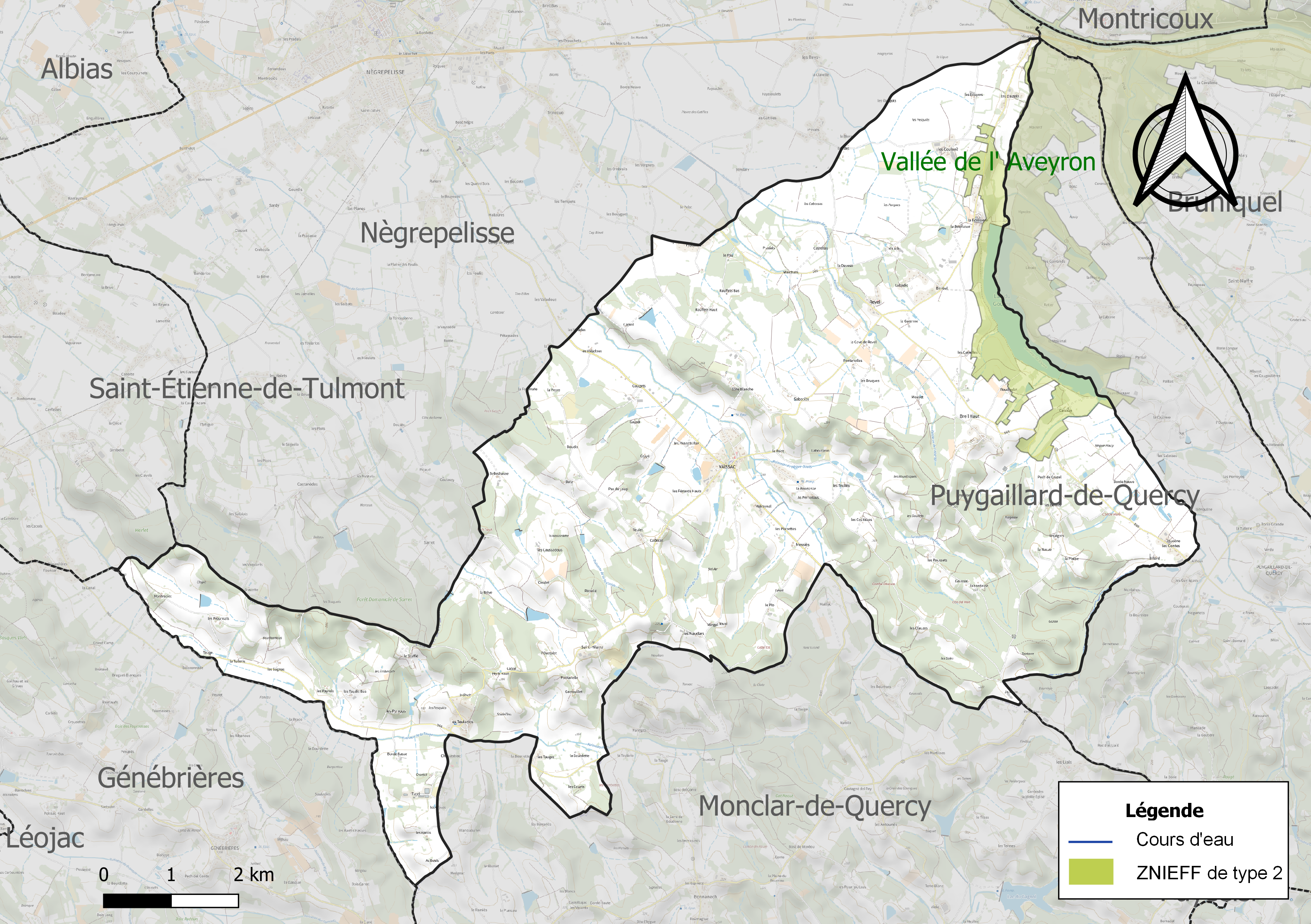
Carte de la ZNIEFF de type 2 sur la commune.

## Urbanisme

### Typologie
Au 1er janvier 2024, Vaïssac est catégorisée commune rurale à habitat très dispersé, selon la nouvelle grille communale de densité à sept niveaux définie par l'Insee en 2022.
Elle est située hors unité urbaine. Par ailleurs la commune fait partie de l'aire d'attraction de Montauban, dont elle est une commune de la couronne,. Cette aire, qui regroupe 50 communes, est catégorisée dans les aires de 50 000 à moins de 200 000 habitants,.

### Occupation des sols
L'occupation des sols de la commune, telle qu'elle ressort de la base de données européenne d’occupation biophysique des sols Corine Land Cover (CLC), est marquée par l'importance des territoires agricoles (71,5 % en 2018), une proportion sensiblement équivalente à celle de 1990 (70,8 %). La répartition détaillée en 2018 est la suivante : 
terres arables (32,7 %), zones agricoles hétérogènes (31,9 %), forêts (27 %), prairies (6,9 %), milieux à végétation arbustive et/ou herbacée (0,7 %), eaux continentales (0,7 %). L'évolution de l’occupation des sols de la commune et de ses infrastructures peut être observée sur les différentes représentations cartographiques du territoire : la carte de Cassini (XVIIIe siècle), la carte d'état-major (1820-1866) et les cartes ou photos aériennes de l'IGN pour la période actuelle (1950 à aujourd'hui).

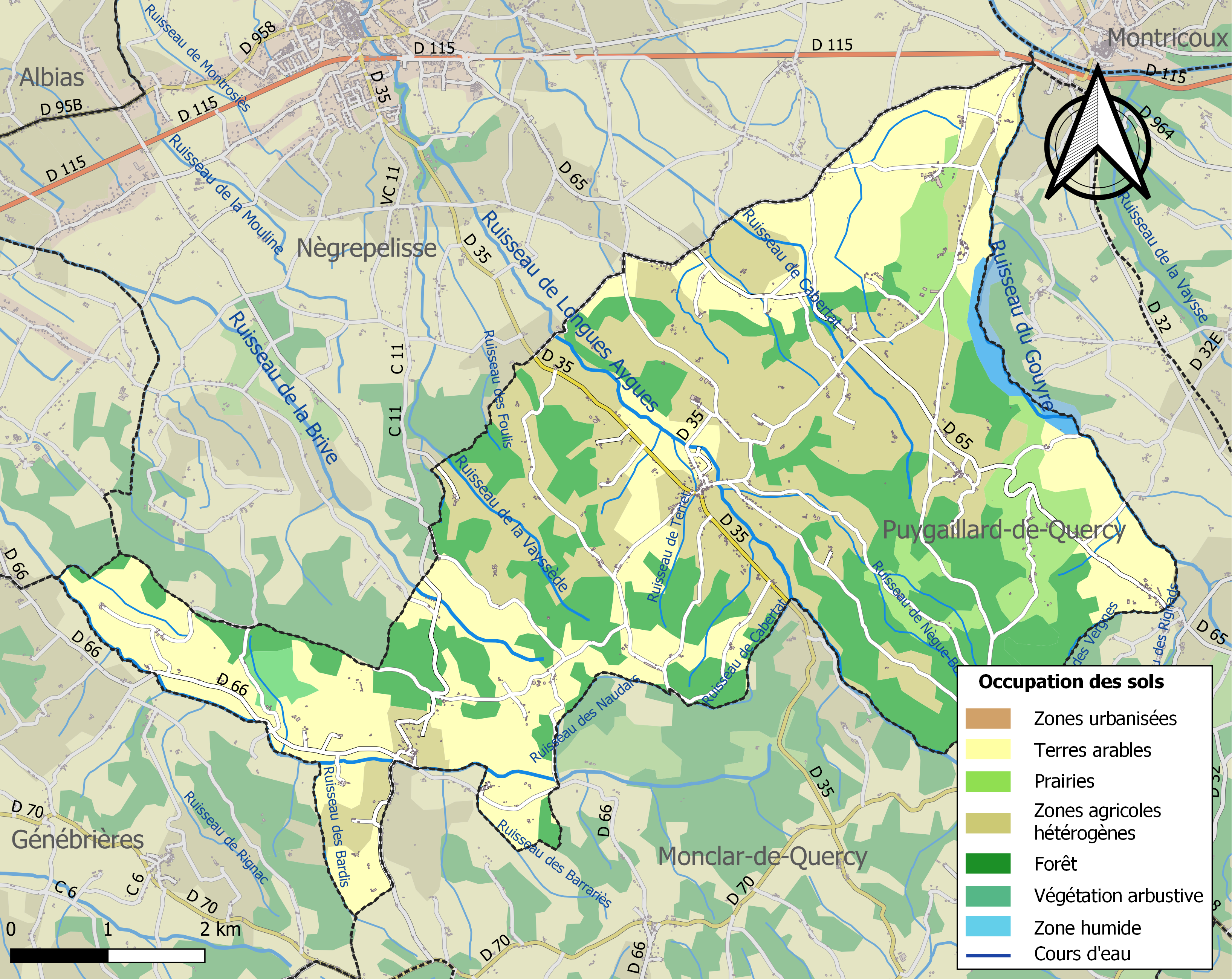
Carte des infrastructures et de l'occupation des sols de la commune en 2018 (CLC).

### Risques majeurs
Le territoire de la commune de Vaïssac est vulnérable à différents aléas naturels : météorologiques (tempête, orage, neige, grand froid, canicule ou sécheresse), inondations, feux de forêts, mouvements de terrains et séisme (sismicité très faible). Il est également exposé à un risque technologique,  le transport de matières dangereuses. Un site publié par le BRGM permet d'évaluer simplement et rapidement les risques d'un bien localisé soit par son adresse soit par le numéro de sa parcelle.

#### Risques naturels
Certaines parties du territoire communal sont susceptibles d’être affectées par le risque d’inondation par débordement de cours d'eau, notamment le ruisseau du Gouyré, le ruisseau de Longues Aygues, le ruisseau de la Brive et le ruisseau de la Tauge. La cartographie des zones inondables en ex-Midi-Pyrénées réalisée dans le cadre du XIe Contrat de plan État-région, visant à informer les citoyens et les décideurs sur le risque d’inondation, est accessible sur le site de la DREAL Occitanie. La commune a été reconnue en état de catastrophe naturelle au titre des dommages causés par les inondations et coulées de boue survenues en 1982, 1999 et 2007,.
Vaïssac est exposée au risque de feu de forêt du fait de la présence sur son territoire . Le département de Tarn-et-Garonne présentant toutefois globalement un niveau d’aléa moyen à faible très localisé, aucun Plan départemental de protection des forêts contre les risques d’incendie de forêt (PFCIF) n'a été élaboré. Le débroussaillement aux abords des maisons constitue l’une des meilleures protections pour les particuliers contre le feu,.

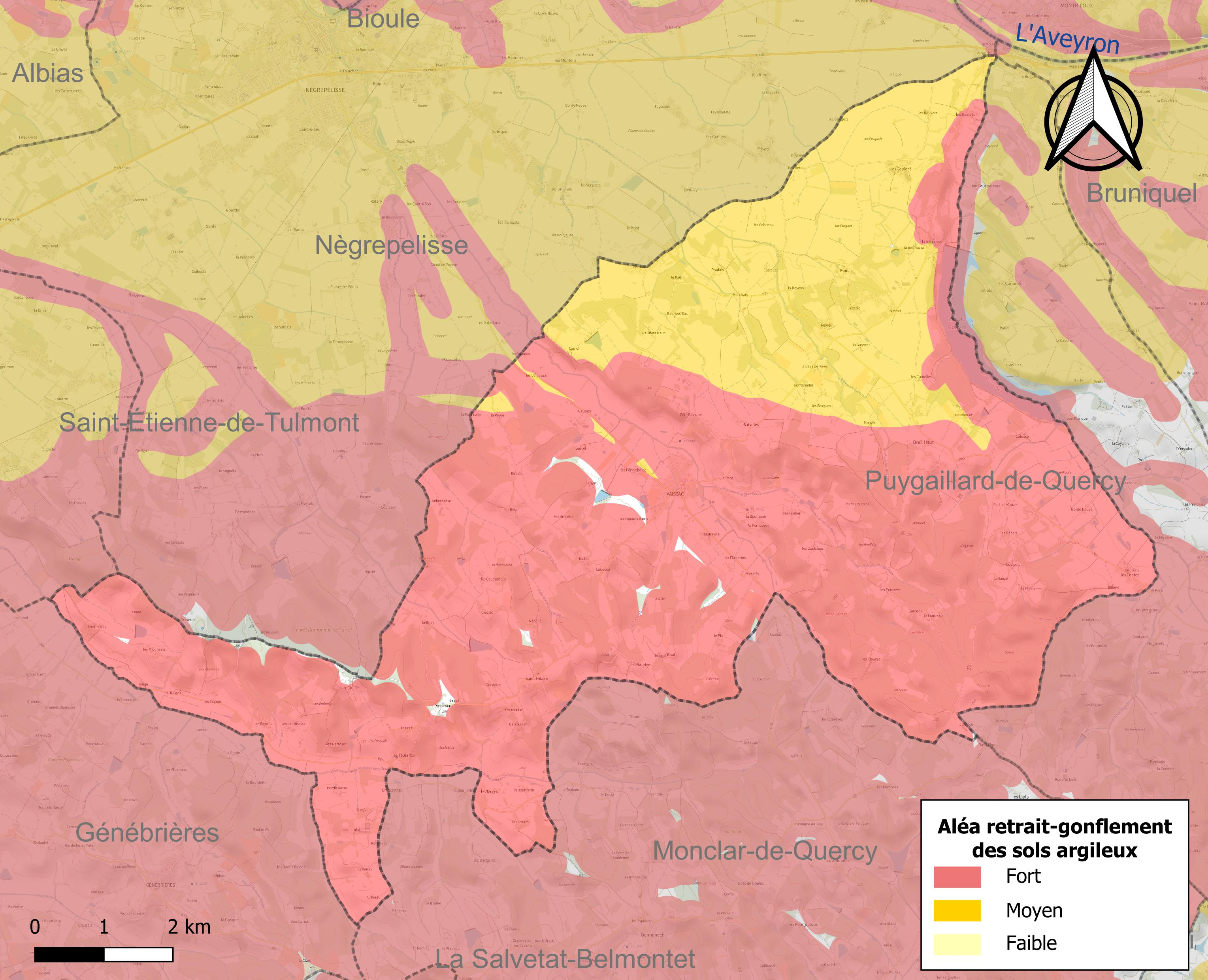
Carte des zones d'aléa retrait-gonflement des sols argileux de Vaïssac.

Les mouvements de terrains susceptibles de se produire sur la commune sont des tassements différentiels.
Le retrait-gonflement des sols argileux est susceptible d'engendrer des dommages importants aux bâtiments en cas d’alternance de périodes de sécheresse et de pluie. 99 % de la superficie communale est en aléa moyen ou fort (92 % au niveau départemental et 48,5 % au niveau national). Sur les 376 bâtiments dénombrés sur la commune en 2019, 373 sont en aléa moyen ou fort, soit 99 %, à comparer aux 96 % au niveau départemental et 54 % au niveau national. Une cartographie de l'exposition du territoire national au retrait gonflement des sols argileux est disponible sur le site du BRGM,.
Par ailleurs, afin de mieux appréhender le risque d’affaissement de terrain, l'inventaire national des cavités souterraines permet de localiser celles situées sur la commune.
Concernant les mouvements de terrains, la commune a été reconnue en état de catastrophe naturelle au titre des dommages causés par la sécheresse en 1989, 1991, 2002, 2003, 2011 et 2017 et par des mouvements de terrain en 1999.

#### Risques technologiques
Le risque de transport de matières dangereuses sur la commune est lié à sa traversée par des infrastructures routières ou ferroviaires importantes ou la présence d'une canalisation de transport d'hydrocarbures. Un accident se produisant sur de telles infrastructures est susceptible d’avoir des effets graves sur les biens, les personnes ou l'environnement, selon la nature du matériau transporté. Des dispositions d’urbanisme peuvent être préconisées en conséquence.

## Histoire

### Site paléolithique de Mirande
Le site de plein air de Mirande s'étend sur une ancienne terrasse de l'Aveyron en limite des communes de Nègrepelisse et de Vaïssac. Bien qu'anciennement connu sous le nom de « station préhistorique de Montricoux », le gisement de Mirande est découvert au XXe siècle sur une parcelle qui dépend en fait de Nègrepelisse.
Repéré dès 1928 par prospection au sol, le gisement de Montricoux / Mirande fait l'objet de sondages dans les années 1930 et d'une fouille extensive au début des années 1970. L'abondant matériel lithique recueilli semble alors attribuable au Magdalénien final.
En 2014, une fouille de sauvetage réalisée sur la commune de Vaïssac livre de nouveaux vestiges du même site. La datation par le carbone 14 est impossible mais l'assemblage mis au jour se rapporte vraisemblablement au Badegoulien, une culture du Paléolithique supérieur déjà connue ailleurs dans la vallée de l'Aveyron par des découvertes de surface.
Les matériaux utilisés sur le site comprennent du quartz et du silex d'origine locale (fracturation de galets provenant de la paléo-terrasse), du silex venant du Verdier (à une vingtaine de kilomètres) ainsi que du silex de la bordure du Massif central (entre 60 et 100 km), du Bergeracois (près de 120 km au nord) et peut-être d'autres provenances plus éloignées. La technologie lithique employée donne des indices de filiation entre Badegoulien et Magdalénien inférieur.

## Politique et administration
| Période                                  | Période  | Identité                         | Étiquette | Qualité |
| ---------------------------------------- | -------- | -------------------------------- | --------- | ------- |
| 1793                                     | 1799     | Pierre BLANC                     |           |         |
| 1799                                     | 1807     | Jean-Pierre SABATIE              |           |         |
| 1807                                     | 1813     | Jean ORLIAC                      |           |         |
| 1813                                     | 1815     | Jean FEYT                        |           |         |
| 1815                                     | 1822     | Jean MAUGER                      |           |         |
| 1822                                     | 1831     | Jean ORLIAC                      |           |         |
| 1831                                     | 1846     | Jean LAPPARRA                    |           |         |
| 1846                                     | 1858     | François DEBAYLES                |           |         |
| 1858                                     | 1865     | Jean-Pierre PENARD               |           |         |
| 1865                                     | 1870     | Antoine RAYNAL                   |           |         |
| 1870                                     | 1871     | Joseph SAVY                      |           |         |
| 1871                                     | 1874     | Antoine RAYNAL                   |           |         |
| 1874                                     | 1876     | Marie-Albert ARBUS de la PALISSE |           |         |
| 1876                                     | 1888     | Joseph SABY                      |           |         |
| 1888                                     | 1896     | Jean-Raymond DELPECH             |           |         |
| 1896                                     | 1920     | Antoine GARY                     |           |         |
| 1920                                     | 1928     | Germain NEGRIER                  |           |         |
| 1928                                     | 1942     | Jean BLACQUIERES                 |           |         |
| 1942                                     | 1944     | Germain NEGRIER                  |           |         |
| 1944                                     | 1970     | Germain BOUISSIERES              |           |         |
| 1970                                     | 1971     | Marcelin DELMAS                  |           |         |
| 1971                                     | 1976     | Sylvain BOURDONCLE               |           |         |
| 1976                                     | 1977     | Moïse ARLANDES                   |           |         |
| 1977                                     | 1990     | Maurice BOUISSIERES              |           |         |
| 1990                                     | 1995     | Georges HYRIAKOS                 |           |         |
| 1995                                     | 2001     | Jean-Claude Laffite              |           |         |
| 2001                                     | 2024     | Francis Delmas                   |           |         |
| juin 2024                                | En cours | Jean-Pierre Meilleurat           |           |         |
| Les données manquantes sont à compléter. |          |                                  |           |         |

La commune de Vaïssac fait partie de la communauté de communes Terrasses et Vallée de l'Aveyron.

## Démographie
L'évolution du nombre d'habitants est connue à travers les recensements de la population effectués dans la commune depuis 1793. Pour les communes de moins de 10 000 habitants, une enquête de recensement portant sur toute la population est réalisée tous les cinq ans, les populations de référence des années intermédiaires étant quant à elles estimées par interpolation ou extrapolation. Pour la commune, le premier recensement exhaustif entrant dans le cadre du nouveau dispositif a été réalisé en 2008.

En 2022, la commune comptait 952 habitants, en évolution de +11,35 % par rapport à 2016 (Tarn-et-Garonne : +3,12 %, France hors Mayotte : +2,11 %).
| 1793  | 1800  | 1806  | 1821  | 1831  | 1836  | 1841  | 1846  | 1851  |
| ----- | ----- | ----- | ----- | ----- | ----- | ----- | ----- | ----- |
| 1 386 | 1 458 | 1 573 | 1 547 | 1 620 | 1 722 | 1 721 | 1 727 | 1 706 |

| 1856  | 1861  | 1866  | 1872  | 1876  | 1881  | 1886  | 1891  | 1896  |
| ----- | ----- | ----- | ----- | ----- | ----- | ----- | ----- | ----- |
| 1 638 | 1 622 | 1 633 | 1 509 | 1 427 | 1 359 | 1 237 | 1 197 | 1 155 |

| 1901  | 1906  | 1911  | 1921 | 1926 | 1931 | 1936 | 1946 | 1954 |
| ----- | ----- | ----- | ---- | ---- | ---- | ---- | ---- | ---- |
| 1 115 | 1 045 | 1 002 | 887  | 864  | 879  | 865  | 815  | 789  |

| 1962 | 1968 | 1975 | 1982 | 1990 | 1999 | 2006 | 2008 | 2013 |
| ---- | ---- | ---- | ---- | ---- | ---- | ---- | ---- | ---- |
| 748  | 708  | 635  | 654  | 636  | 599  | 704  | 735  | 826  |

| 2018 | 2022 | - | - | - | - | - | - | - |
| ---- | ---- | - | - | - | - | - | - | - |
| 884  | 952  | - | - | - | - | - | - | - |

## Économie

### Revenus
En 2018, la commune compte 322 ménages fiscaux, regroupant 879 personnes. La médiane du revenu disponible par unité de consommation est de 19 370 € (20 140 € dans le département).

### Emploi
|                | 2008  | 2013   | 2018   |
| -------------- | ----- | ------ | ------ |
| Commune        | 5,5 % | 7,6 %  | 7,4 %  |
| Département    | 8,4 % | 10,2 % | 10,3 % |
| France entière | 8,3 % | 10 %   | 10 %   |

En 2018, la population âgée de 15 à 64 ans s'élève à 511 personnes, parmi lesquelles on compte 77,5 % d'actifs (70,1 % ayant un emploi et 7,4 % de chômeurs) et 22,5 % d'inactifs,. Depuis 2008, le taux de chômage communal (au sens du recensement) des 15-64 ans est inférieur à celui de la France et du département.
La commune fait partie de la couronne de l'aire d'attraction de Montauban, du fait qu'au moins 15 % des actifs travaillent dans le pôle,. Elle compte 120 emplois en 2018, contre 135 en 2013 et 140 en 2008. Le nombre d'actifs ayant un emploi résidant dans la commune est de 363, soit un indicateur de concentration d'emploi de 33,1 % et un taux d'activité parmi les 15 ans ou plus de 59,5 %.
Sur ces 363 actifs de 15 ans ou plus ayant un emploi, 79 travaillent dans la commune, soit 22 % des habitants. Pour se rendre au travail, 85,7 % des habitants utilisent un véhicule personnel ou de fonction à quatre roues, 0,6 % les transports en commun, 2,5 % s'y rendent en deux-roues, à vélo ou à pied et 11,3 % n'ont pas besoin de transport (travail au domicile).

### Activités hors agriculture

#### Secteurs d'activités
57 établissements sont implantés  à Vaïssac au 31 décembre 2019. Le tableau ci-dessous en détaille le nombre par secteur d'activité et compare les ratios avec ceux du département,.
| Secteur d'activité                                                                                        | Commune | Commune | Département |
| Secteur d'activité                                                                                        | Nombre  | %       | %           |
| --- | ------- | ------- | ----------- |
| Ensemble                                                                                                  | 57      |         |             |
| Industrie manufacturière, industries extractives et autres                                                | 18      | 31,6 %  | (9,6 %)     |
| Construction                                                                                              | 8       | 14 %    | (14,9 %)    |
| Commerce de gros et de détail, transports, hébergement et restauration                                    | 13      | 22,8 %  | (29,7 %)    |
| Activités financières et d'assurance                                                                      | 2       | 3,5 %   | (3,4 %)     |
| Activités immobilières                                                                                    | 3       | 5,3 %   | (3,3 %)     |
| Activités spécialisées, scientifiques et techniques et activités de services administratifs et de soutien | 2       | 3,5 %   | (14,1 %)    |
| Administration publique, enseignement, santé humaine et action sociale                                    | 5       | 8,8 %   | (13,6 %)    |
| Autres activités de services                                                                              | 6       | 10,5 %  | (9,3 %)     |

Le secteur de l'industrie manufacturière, des industries extractives et autres est prépondérant sur la commune puisqu'il représente 31,6 % du nombre total d'établissements de la commune (18 sur les 57 entreprises implantées  à Vaïssac), contre 9,6 % au niveau départemental.

#### Entreprises et commerces
Les quatre entreprises ayant leur siège social sur le territoire communal qui génèrent le plus de chiffre d'affaires en 2020 sont : 
- Van Mania, fabrication de carrosseries et remorques (1 784 k€)
- Florian Canonge, réparation de machines et équipements mécaniques (681 k€)
- Becais TP, travaux de maçonnerie générale et gros œuvre de bâtiment (437 k€)
- Lorenzo Project, travaux de plâtrerie (141 k€)

### Agriculture
La commune est dans le « Bas-Quercy de Montclar », une petite région agricole située dans l'est du département de Tarn-et-Garonne. En 2020, l'orientation technico-économique de l'agriculture  sur la commune est la polyculture et/ou le polyélevage. 
|               | 1988  | 2000  | 2010  | 2020  |
| ------------- | ----- | ----- | ----- | ----- |
| Exploitations | 104   | 90    | 55    | 56    |
| SAU (ha)      | 2 285 | 2 472 | 2 352 | 2 361 |

Le nombre d'exploitations agricoles en activité et ayant leur siège dans la commune est passé de 104 lors du recensement agricole de 1988  à 90 en 2000 puis à 55 en 2010 et enfin à 56 en 2020, soit une baisse de 46 % en 32 ans. Le même mouvement est observé à l'échelle du département qui a perdu pendant cette période 57 % de ses exploitations,. La surface agricole utilisée sur la commune a quant à elle augmenté, passant de 2 285 ha en 1988 à 2 361 ha en 2020. Parallèlement la surface agricole utilisée moyenne par exploitation a augmenté, passant de 22 à 42 ha.

## Culture locale et patrimoine

### Lieux et monuments

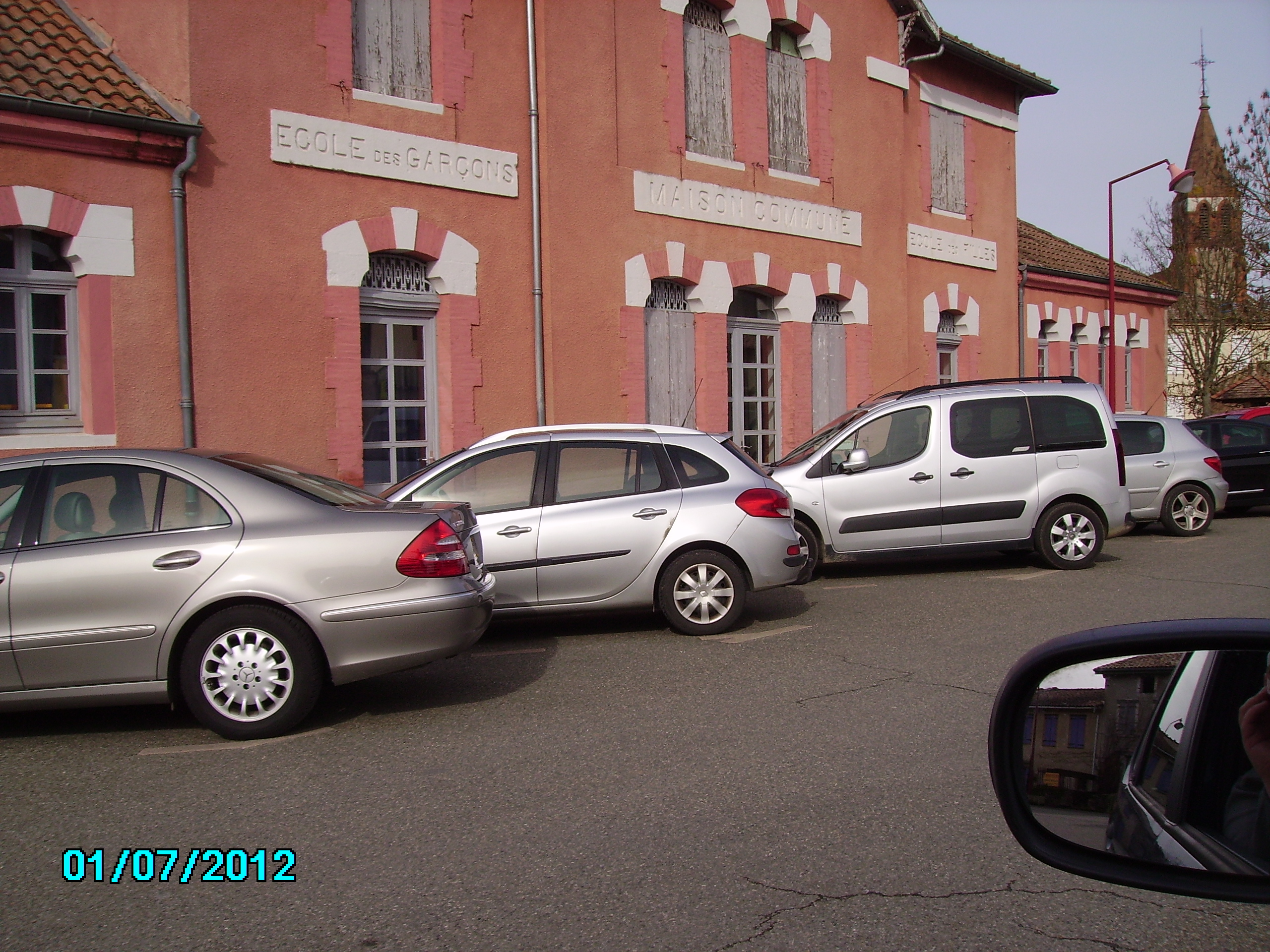
L'école de Vaïssac.

- Le lac du Gouyré se trouve en partie sur la commune. C'est une réserve ornithologique. Sentier de randonnée.
- Mausolée de Cabertat.
- Église Saint-Jean-Baptiste de Revel. L'édifice est référencé dans la base Mérimée et à l'Inventaire général Région Occitanie[42].
- Église Saint-Martin de Vaïssac. L'édifice est référencé dans la base Mérimée et à l'Inventaire général Région Occitanie[43].
- marché aux cèpes...
- Le Petit-Paris, la capitale en miniature à 3 km de Vaissac[44].

### Personnalités liées à la commune
- Gérard Brion, artiste, créateur du Petit-Paris.
- René Lala-Gaillard, peintre né en 1893 à Vaïssac.

## Pour approfondir